# Psicologia aplicada
Psicologia aplicada é a utilização dos dados da psicologia na solução de problemas práticos. Este ramo reúne as diversas áreas da psicologia clínica, educacional e social, entre outras. O estudo apresenta como principal objetivo a resposta às necessidades da sociedade em sua estrutura como um todo.
Com base na afirmação de que o estado psicológico humano é fundamental para desfrutar do bem individual, e por conseqüência o bem comum, esta área da psicologia busca permanentemente métodos para o desenvolvimento cognitivo, emocional e relacional dos indivíduos e sua interação social.
Para o estudo da psicologia aplicada, são necessários profissionais especializados nos fenômenos comportamentais e psíquicos, levando em conta o conjunto dos estados e as disposições psíquicas das ideias dos indivíduos ou de grupos sociais através das interpretações dos conhecimentos intuitivos, ou empíricos, dos sentimentos do objeto em estudo (individual ou grupal). 
Assim, a psicologia aplicada desenvolve aptidões e instrumentos para a análise sistemática de todo o contexto humano, de forma a prever ou compreender os fenômenos comportamentais.  
Psicologia das organizações estuda o comportamento e processos mentais do indivíduo dentro da organização 
Psicologia das organizações estuda o comportamento e processos mentais do indivíduo dentro da organização. 